# Mikel Dañobeitia
Mikel Dañobeitia Martín (Barakaldo, 5 marzo 1986) è un ex calciatore spagnolo, di ruolo attaccante.